# International Skyrunning Federation
La International Skyrunning Federation (ISF) è la federazione sportiva internazionale che governa la disciplina dello skyrunning (corsa in altitudine).